# بيوت مجهم العشق (مذيخرة)

تعديل مصدري - تعديل

بيوت مجهم العشق محلة تابعة لقرية حبز، التابعة لعزلة حمير بمديرية مذيخرة إحدى مديريات محافظة إب في الجمهورية اليمنية.، بلغ تعداد سكانها 24 حسب تعداد اليمن لعام 2004.